# Tony Allen
Tony Oladipo Allen (20. července 1940 – 30. dubna 2020) byl nigerijský bubeník.
Narodil se v Lagosu, věnoval se radiotechnice a na bicí začal hrát až v osmnácti letech. V letech 1964 až 1979 hrál s Felou Kutim, s nímž nahrál více než tři desítky alb. Sólově debutoval v roce 1975 albem Jealousy, po němž následovaly desítky dalších. V roce 2002 se podílel na albu Red Hot + Riot: The Music and Spirit of Fela Kuti, jehož vznik iniciovala organizace Red Hot coby poctu Kutimu. Později působil v anglické kapele The Good, the Bad & the Queen vedené Damonem Albarnem, s níž nahrál obě její desky. Rovněž hostuje v písni „How Far?“ (2020) Albarnovy kapely Gorillaz a nahrál s ním desku Rocket Juice & the Moon (2012).
Zemřel v Paříži, kde žil od roku 1985, ve věku 79 let. Měsíc před smrtí vydal album Rejoice ve spolupráci s trumpetistou Hughem Masekelou. V roce 2021 vyšlo posmrtné album There Is No End, na němž spolupracoval s rappery Dannym Brownem a Sampou the Great. Další posmrté album vyšlo ještě téhož roku pod názvem The Solution Is Restless a Allen na něm spolupracoval s Davem Okumuem a Joan Wasserovou. V roce 2023 vyšla na albu Mercy jeho jednopísňová spolupráce s velšským hudebníkem Johnem Calem.